# 梁期県
梁期県（りょうき-けん）は、中華人民共和国河北省にかつて存在した県。現在の邯鄲市磁県北東部に相当する。
前漢により設置され、三国時代、魏により廃止された。